# Voitia vogesica
Voitia vogesica là một loài rêu trong họ Splachnaceae. Loài này được (Schwägr.) Duby mô tả khoa học đầu tiên năm 1830.